# Florencio Caffaratti
Florencio Caffaratti Chisalvo (Santa Fe, 3 de mayo de 1919 - Toluca de Lerdo, 15 de septiembre de 2001) fue un futbolista argentino. Jugaba de delantero y su primer club fue Vélez Sársfield

## Carrera
Surgió de las inferiores de Newell’s Old Boys, con un breve paso en sus inicios por Newell's. Comenzó su carrera en 1937 jugando para Vélez Sarsfield. Jugó para el club hasta 1939. Ese año pasó a River Plate. En 1940 se pasó a Banfield. Jugó para el club hasta 1943. Ese mismo año se fue a México para formar parte del plantel del América de México. Jugó para el equipo mexicano hasta 1947. Ese año se fue a España, en donde formó parte de las filas del FC Barcelona, en donde juega hasta 1949. Ese mismo año regresó a México para formar parte de las filas del Real España, en donde juega hasta 1950. En 1951 se pasó a las filas del San Sebastián, en donde se retiró definitivamente.

## Palmarés

### Competiciones nacionales
- Campeonato español: 2
- FC Barcelona: Primera división 1947-48, Primera división 1948-49

- Copa Eva Duarte: 1

- FC Barcelona: 1948

- Copa Latina: 1

- FC Barcelona: 1949

## Clubes
| Club            | País      | Año       |
| --------------- | --------- | --------- |
| Vélez Sarsfield | Argentina | 1937-1939 |
| River Plate     | Argentina | 1939      |
| Banfield        | Argentina | 1940-1943 |
| América         | México    | 1943-1947 |
| FC Barcelona    | España    | 1947-1949 |
| Real España     | México    | 1949-1950 |
| San Sebastián   | México    | 1951      |

- Datos: Q2676210
- Multimedia: Florencio Caffaratti / Q2676210